# Darwin Ramos
Darwin Ramos (17 de dezembro de 1994, em  Pasay City, Filipinas - 23 de setembro de 2012, em Quezon City, Filipinas) foi uma criança de rua filipina que sofria de distrofia muscular de Duchenne. Ele é um Servo de Deus.